# تنين ويليزي (شعار)

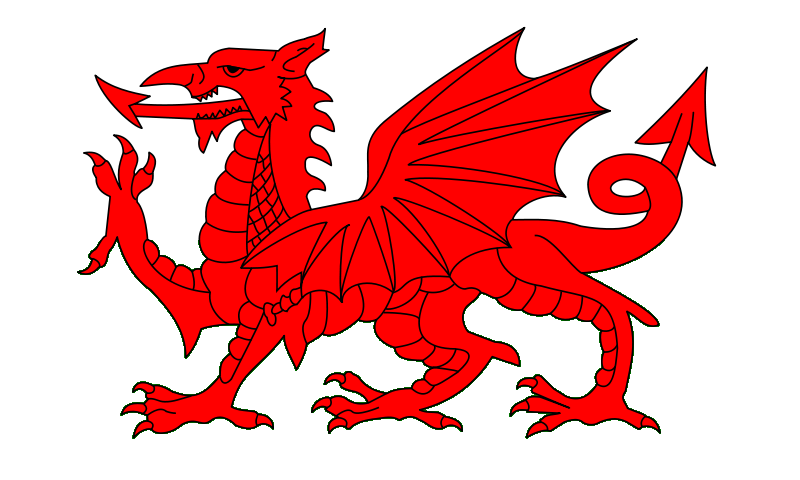
التنين الأحمر

الشعار الذي استخدمه الملك هنري السابع

التنين الويليزي (بالإنجليزية: Welsh Dragon)‏ يظهر هذا الشعار في علم ويلز، وفي التاريخ القديم استخدمته جيوش هنري تيودور كشعار لها في حرب الوردتين.